# Edward Schunck
Edward Schunck (* 16. August 1820 in Manchester; † 13. Januar 1903 in Kersal bei Manchester) war ein britischer Chemiker und Unternehmer.

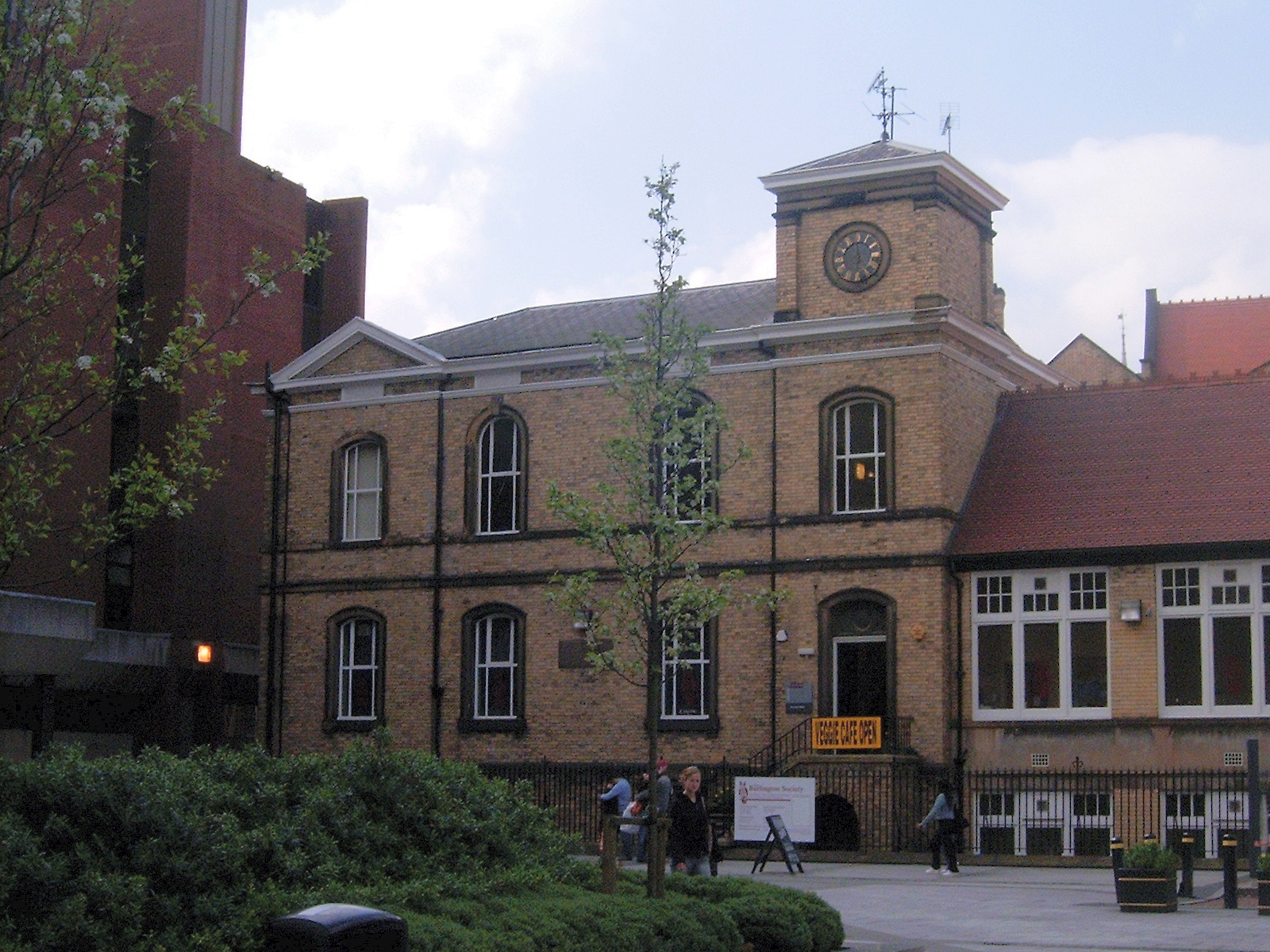
Schunck Building, Universität Manchester

Schunck war der Sohn eines deutschen Kaufmanns und studierte Chemie in Manchester bei William Henry, Berlin (bei Heinrich Rose und Heinrich Gustav Magnus) und in Gießen bei Justus Liebig, bei dem er promoviert wurde. 1842 war er wieder in England, wo er eine Kattundruckerei hatte und in seinem Privatlabor Farbstoffe wie die des Färberkrapp und Indigo erforschte. Seine Ergebnisse hatten später keinen Bestand. Zum Beispiel meinte er einen zweiten Inhaltsstoff der Krappwurzel neben Alizarin gefunden zu haben, den er Rubian nannte und er meinte einen gemeinsamen Inhaltsstoff der Indigopflanze, des Färberknöterich und des Färberwaids gefunden zu haben (sowie im Urin als Harn-Indikan), die er Indikan nannte, die sich aber später als nicht identisch herausstellten. 1884 befasste er sich auch  (mit seinem Mitarbeiter Leon Pawel Teodor Marchlewski) mit Chlorophyll. Schunck vermutete zunächst die Identität mit dem Farbstoff im Hämoglobin (Hämatoporphyrin), was Marchlewski aber widerlegte und beide zeigten, dass sie nur von ähnlicher Struktur (Porphyrine) waren. Eine solche Ähnlichkeit von Verbindungen aus dem Pflanzen- und Tierreich deutete auf einen gemeinsamen Ursprung und wurde damals als große Entdeckung wahrgenommen. Marchlewski ging 1900 wieder nach Polen.
Schunck hinterließ über 20.000 Pfund der Universität Manchester für chemische Forschung sowie seine Bibliothek und sein Privatlabor, das Stein für Stein abgetragen und an der Universität wieder aufgebaut wurde.
1899 erhielt er die Davy Medal.